# Hidehiro Okada
Hidehiro Okada (岡田英弘, Okada Hidehiro), né le 24 janvier 1931 et décédé le 25 mai 2017, est un historien orientaliste japonais, notamment spécialiste de l'histoire des Mandchous, Mongols, de la Chine et du Japon.

## Biographie
Il enseigne dans la section des études orientales de l'Université de Tokyo des études étrangères.

## Œuvres
- (ja) 岡田英弘, 『蒙古源流』, 刀水書房,‎ 2004
- (ja) 岡田英弘, 『モンゴル帝国から大清帝国へ』, 藤原書店,‎ 2010
(zh) 岡田英, 陳心慧 et 羅盛吉, 從蒙古到大清 : 遊牧帝國的崛起與承續, 新北市, 台灣商務印書館,‎ août 2016, 495 p. (ISBN 978-957-05-3053-7) (version en chinois de 『モンゴル帝国から大清帝国へ』)
- (zh) 宮脇淳子, 郭婷玉 et 岡田英, 這才是真實的滿洲史 : 中日滿糾纏不已的「東北」如何左右近代中國, 新北市,‎ janvier 2016, 316 p. (ISBN 978-986-5842-71-0, lire en ligne)